# Ablaufberg

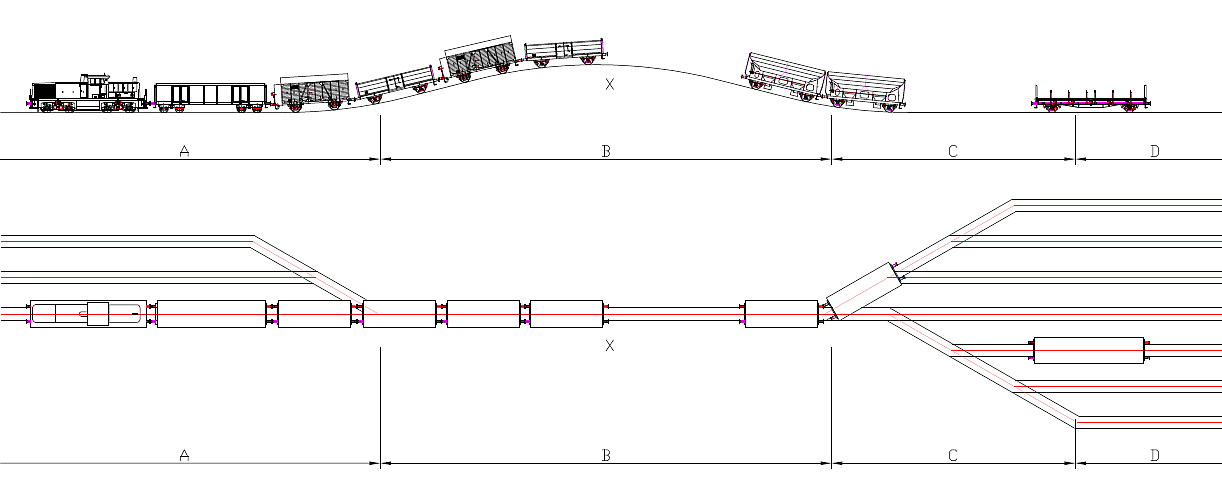
Schematische Darstellung eines Ablaufberges (A: Berggleise, B: Ablaufberg, X: Brechpunkt, C: Weichenzone, D: Talgleise)

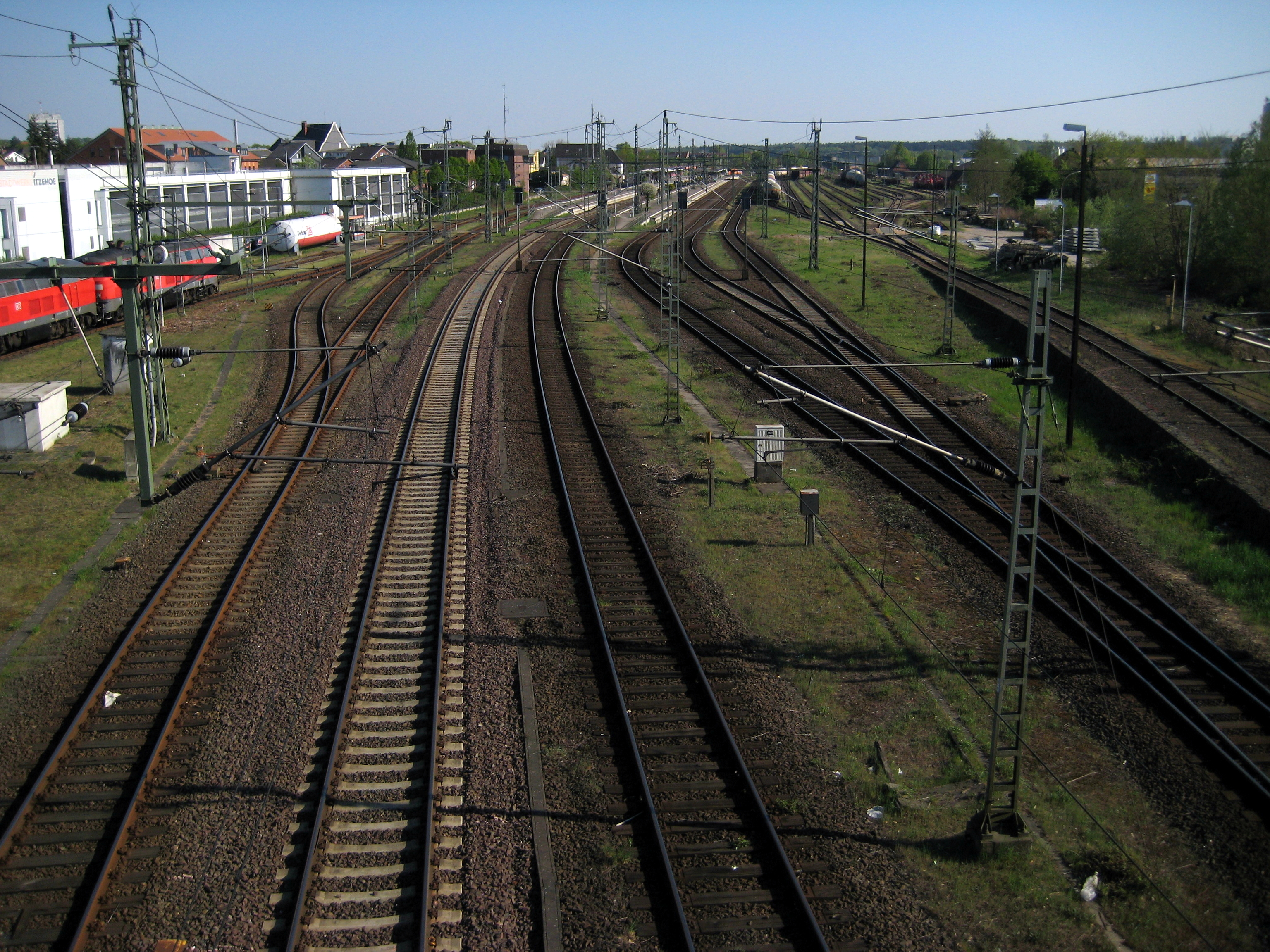
Ablaufberg im Bahnhof Itzehoe, ganz rechts im Bild

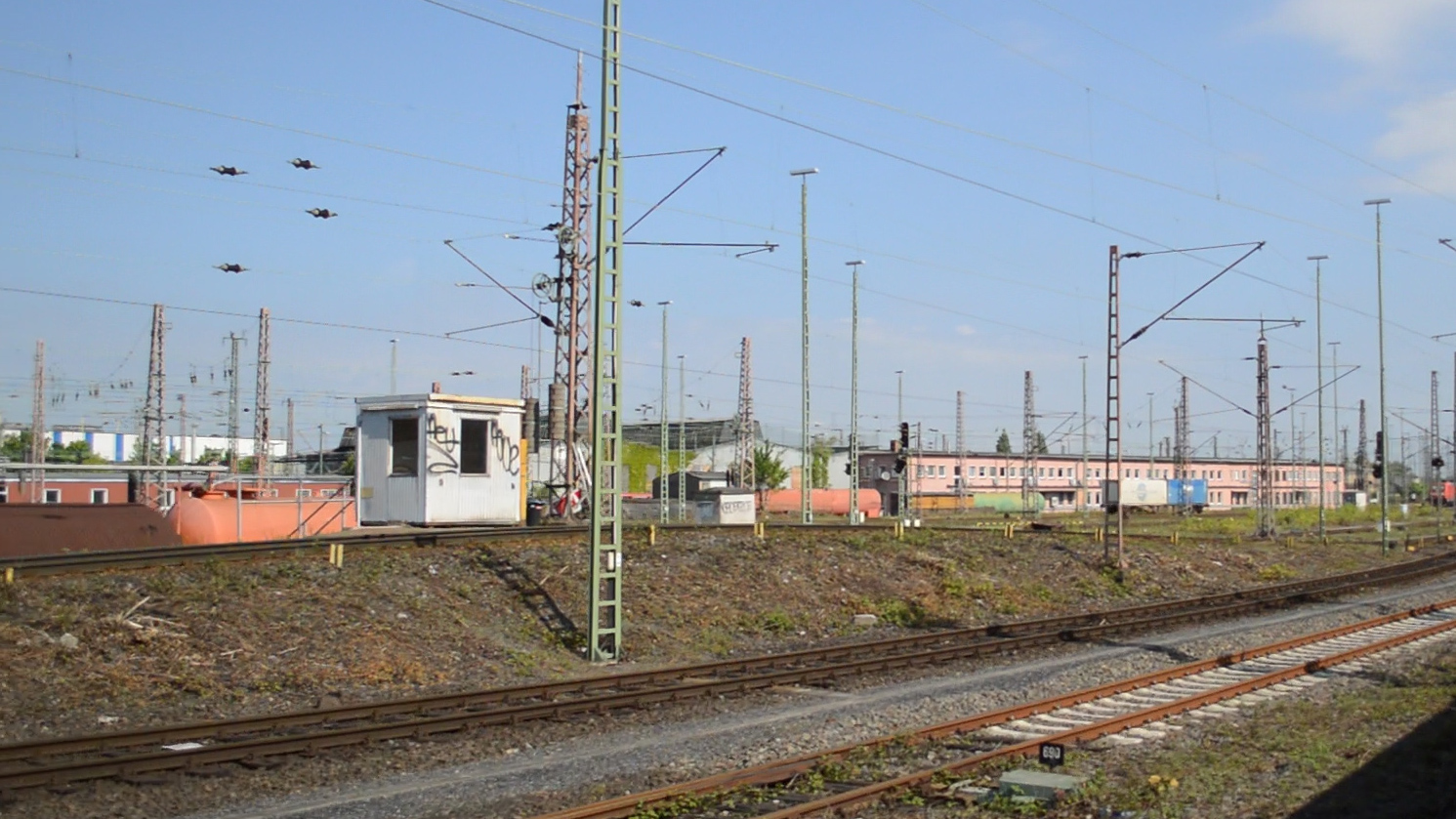
Ablaufberg mit Bergmeisterbude in Hamm Rbf

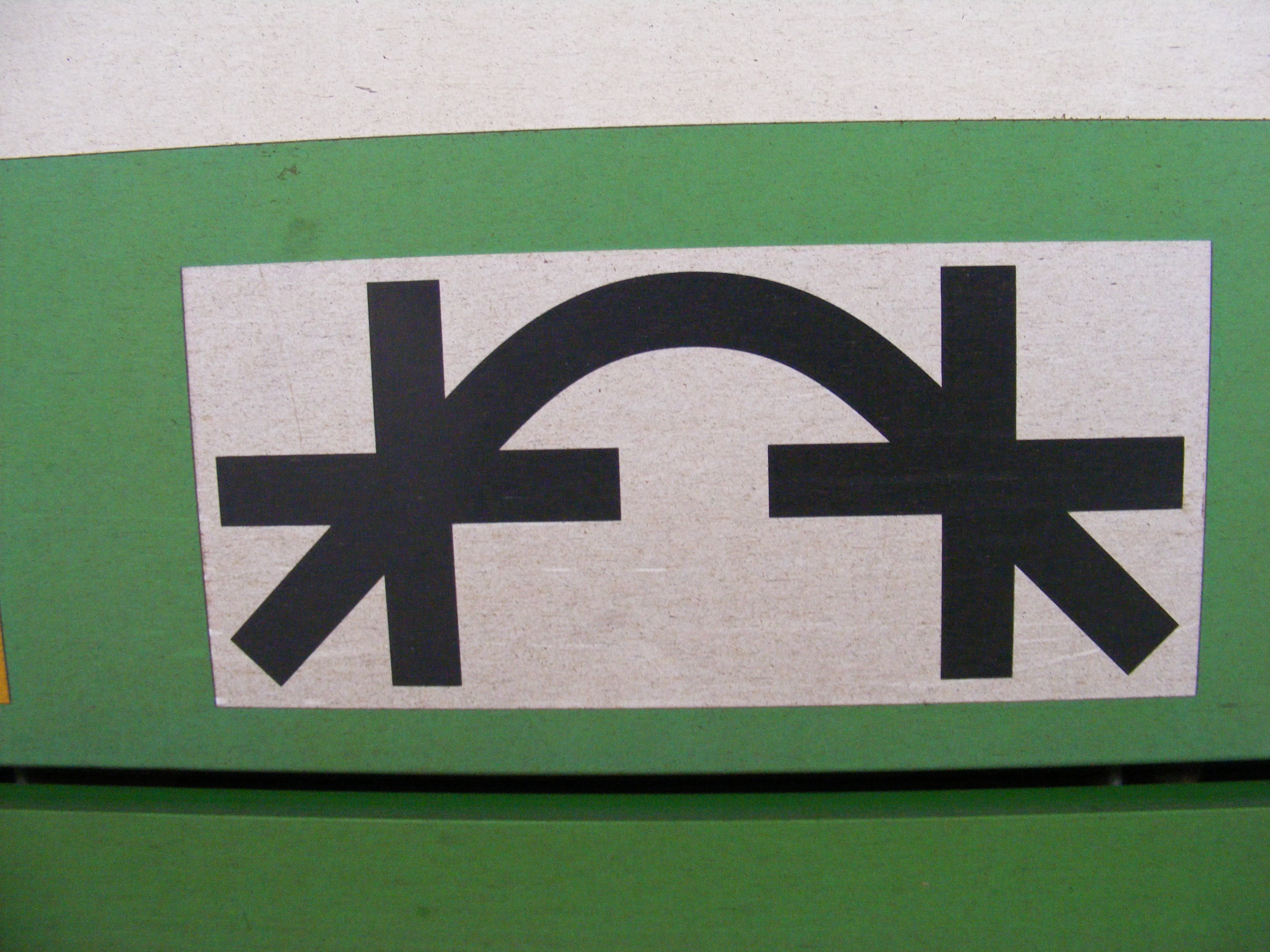
Symbol für Bergverbot an Eisenbahnwagen. Dieser Wagen darf nicht über den Ablaufberg fahren.

Der Ablaufberg (auch Abrollberg, Ablaufrücken, Ablaufhügel, Eselsrücken oder seltener Rangierberg, in Österreich Rollberg) ist ein in der Regel künstlich angelegter Hügel, über den ein Gleis verläuft. In größeren Ablaufanlagen sind oft auch zwei oder mehr Berggleise vorhanden. Ablaufberge dienen beim Abdrücken dem Ablaufenlassen von Güterwagen, die auf diese Weise nach ihren Bestimmungsorten sortiert werden. Sie sind in Rangierbahnhöfen sowie einigen Güter-, Werks- oder Hafenbahnhöfen zu finden. Der erste deutsche Ablaufberg wurde 1858 in Leipzig errichtet.
Die aufzulösenden Züge werden im Einfahrgleis manuell vorbereitet. Die Hauptluftleitung wird bis auf eine eventuell vorgeschriebene Luftspitze (damit die Zugeinheit beim Abdrücken beherrschbar bleibt, wird eine vorgeschriebene Anzahl von Wagen vor der Abdrücklokomotive an die Hauptluftleitung angeschlossen) drucklos gemacht, die Bremsen werden durch Betätigen der Lösezüge gelöst. In Netzen mit Schraubenkupplung werden die Kuppelketten an den zu trennenden Stellen langgemacht, eventuell vorhandene Leitungsverbindungen werden getrennt. Dann wird diese Zugeinheit von einer Rangierlokomotive auf den Ablaufberg hinaufgeschoben, vor dessen höchstem Punkt der Entkuppler (Loshänger) an den erforderlichen Stellen die Kupplungen trennt. Die Wagen rollen dann einzeln oder in kleinen zusammengekuppelten Gruppen (den Abläufen) und angetrieben durch die Schwerkraft selbstständig das Gefälle hinab. Vom Ablaufstellwerk werden die Weichen vor den anrollenden Abläufen so gestellt, dass diese in das Richtungsgleis, in dem die Abläufe für den jeweiligen Bestimmungsort gesammelt werden, laufen. Insbesondere die Weichen der ersten zwei Staffeln erhalten Schnellläuferantriebe mit einer Umstellzeit von nur 0,6 bis 0,8 Sekunden. In alten Anlagen wird die Geschwindigkeit der Abläufe mit Hemmschuhen reguliert; dazu gibt es in den Rampengleisen Hemmschuhauswurfvorrichtungen, in der Regel mit einer selbsttätigen Rückführung durch ein Förderband. In den Zielgleisen bremsen dann weitere Hemmschuhleger die Wagen oder Wagengruppen soweit ab, dass sie zwar die bereits im Richtungsgleis stehenden Wagen erreichen, aber nicht zu hart auflaufen. In mechanisierten Rangierbahnhöfen (z. B. auch in Seilablaufanlagen) erfolgt die Geschwindigkeitsregulierung durch Gleisbremsen, die nach ihrem Einbauort in Rampen-, Tal und Richtungsgleisbremsen unterteilt werden. Die entscheidende Bremsung erfolgt in den Rampen- oder Talbremsen, die dafür vom Gleisbremswärter oder einer automatisierten Steuerung reguliert werden. Aufgabe der weiteren Richtungsgleis- und Gefälleausgleichsbremsen ist wiederum, die Abläufe soweit abzubremsen, dass sie mit zulässiger Geschwindigkeit kuppelreif auf die stehenden Wagen im Zielgleis auflaufen. Schlecht laufende Wagen, die ihre Vorgänger nicht erreichen, werden von einer Rangierlokomotive oder von einer selbsttätigen Förderanlage (Beidrückeinrichtung) an die stehenden Fahrzeuge herangeführt (beigedrückt). Der Vorteil von selbsttätigen Beidrückeinrichtungen ist, dass der Ablaufbetrieb für ihren Einsatz nicht unterbrochen werden muss. Die Wagen werden in den Richtungsgleisen gekuppelt und in die Ausfahrgruppe vorgezogen, wo der Zug fertiggestellt und bespannt wird. Es gibt jedoch auch Bahnhöfe mit vereinigter Richtungsgleis- und Ausfahrgruppe.
Die erforderliche Höhe eines Ablaufberges kann ungefähr aus dem Rollwiderstand der Wagen, insbesondere dem Krümmungswiderstand in den Verteilweichen und Bogen ermittelt werden. Typisch sind Höhen um zwei Meter, das Gefälle zu den Richtungsgleisen hin beträgt 30 bis 60 Promille.
Die früher üblichen Gleitlager verschlechterten die Laufeigenschaften der Wagen vor allem bei starker Kälte merklich. Der Grund hierfür war in erster Linie die Tatsache, dass das Öl in den Gleitachslagern in der kalten Jahreszeit wesentlich zäher war und die Wagen deshalb einen höheren Rollwiderstand besaßen. Zum Ausgleich wurden früher vielfach zwei Ablaufberge nebeneinander angelegt, wobei der Sommerberg bei warmem Wetter und der ungefähr 0,5–0,8 m höhere Winterberg bei kalter Witterung verwendet wurde. Starker Wind beeinflusst die Geschwindigkeit der Abläufe ebenfalls, deswegen muss die Hauptwindrichtung bei der Planung einer Ablaufanlage berücksichtigt werden.
Der Ablaufbetrieb wird durch das Abdrücksignal geregelt, was in modernen und automatisierten Rangierbahnhöfen jedoch entbehrlich geworden ist und nur noch eine Rückfallebene darstellt.

Als Schlechtläufer werden Eisenbahnwagen bezeichnet, die beim Rangieren über einen Ablaufberg nur eine vergleichsweise geringe Geschwindigkeit erreichen und somit vor dem vorgesehenen Ziel stehenbleiben. Das Gegenteil sind Gutläufer, die auf ihrem Laufweg deutlich stärkere Bremseingriffe durch Bremser benötigen. Vorsichtswagen sind Wagen mit empfindlichem oder gefährlichem Ladegut, die nur mit besetzter Handbremse ablaufen dürfen. Die Achszahl, welche mit einer besetzten Handbremse beherrscht werden darf, ist für regelmäßig genutzte Ablaufanlagen festgelegt.